# دوشكو آدموفيتش
دوشكو آدموفيتش هو لاعب كرة قدم صربي في مركز الوسط، ولد في 27 أبريل 1973 في جمهورية يوغوسلافيا الاشتراكية الاتحادية. لعب مع تنس بوروسيا برلين.

## وصلات خارجية
- دوشكو آدموفيتش على موقع بيانات كرة القدم. دي إي (الألمانية)
- دوشكو آدموفيتش على موقع عالم كرة القدم.نت (الإنجليزية)